# Gary Anderson (ciclista)
Gary John Anderson (Londra, 18 settembre 1967) è un ex pistard neozelandese.

## Palmarès

### Olimpiadi
- 1 medaglia:
  - 1 bronzo (Barcellona 1992 nell'inseguimento individuale 4000 m)

### Giochi del Commonwealth
- 8 medaglie:
  - 3 ori (Auckland 1990 nell'inseguimento individuale 4000 m; Auckland 1990 nell'inseguimento a squadre 4000 m; Auckland 1990 nella corsa 10 miglia)
  - 3 argenti (Edimburgo 1986 nell'inseguimento individuale 4000 m; Edimburgo 1986 nel km a cronometro; Auckland 1990 nel km a cronometro)
  - 2 bronzi (Edimburgo 1986 nell'inseguimento individuale 4000 m; Edimburgo 1986 nella corsa 10 miglia)